# Санфронт
Санфронт (итал. Sanfront) је насеље у Италији у округу Кунео, региону Пијемонт.
Према процени из 2011. у насељу је живело 1190 становника. Насеље се налази на надморској висини од 479 м.

## Становништво
Према резултатима пописа становништва 2011. у општини је живело 2.530 становника.
| 1931. | 1936. | 1951. | 1961. | 1971. | 1981. | 1991. | 2001. | 2011. |
| ----- | ----- | ----- | ----- | ----- | ----- | ----- | ----- | ----- |
| 4.028 | 3.569 | 3.247 | 3.009 | 2.673 | 2.777 | 2.694 | 2.611 | 2.530 |